# Йорк (Небраска)
Йорк (англ. York) — город в округе Йорк, в штате Небраска, США. По подсчетам бюро переписи населения в 2000 году население города составляло 8 081 человек. В городе расположены Йоркский колледж и Небраский исправительный центр для женщин.

## География
Согласно бюро переписи населения США, общая площадь города — 14,6 км², всё земля.
Город расположен на пересечении автомагистралей Interstate 80 и U.S. Route 81.